# Dawid Arturowitsch Parawjan
Dawid Arturowitsch Parawjan (russisch Давид Артурович Паравян, beim Weltschachbund FIDE David Paravyan; * 8. März 1998 in Moskau) ist ein russischer Schachspieler armenischer Abstammung. Er spielt nicht mehr für den russischen Schachverband, sondern wird von der FIDE als FIDE-registriert geführt.
Sein bislang größter schachlicher Erfolg ist der Gewinn der Gibraltar Masters 2020.
Im Oktober 2013 wurde er zum Internationalen Meister ernannt, 2017 folgte der Großmeistertitel. Seine bislang höchste Elo-Zahl erreichte er im September 2021 mit 2660.